# Даковский, Дако
Да́ко Гео́ргиев Дако́вский (болг. Дако Георгиев Даковски; 7 августа 1919, Тырнак, Болгария — 28 января 1962, София, Болгария) — болгарский кинорежиссёр, сценарист и актёр театра и кино.

## Биография
Окончил юридический факультет Софийского университета, но уже будучи студентом, он становится актёром сначала в Софии, а позже в Скопье. В годы Второй мировой войны участвовал в Движении Сопротивления. В 1952 году окончил режиссёрский факультет ВГИКа (мастерская Юткевича). Его дебютный фильм «Под игом» положил начало развитию эпического жанра в болгарском кино. В 1954—1962 годах — главный секретарь и председатель Союза болгарских кинематографистов. Член БКП с 1945 года.
Умер во время съемок фильма «Калоян», законченный его коллегой Юри Арнаудовым.

## Избранная фильмография

### Режиссёр
- 1952 — Под игом / Под игото (по одноименному роману Ивана Вазова)
- 1955 — Неспокойный путь / Неспокоен път
- 1957 — Тайная вечеря седмаков / Тайната вечеря на седмаците (в советском прокате «Закон разрешает»)
- 1960 — Стубленские липы / Стубленските липи
- 1963 — Калоян / Калоян

### Сценарист
- 1963 — Калоян / Калоян

### Актёр
- 1954 — Герои Шипки / Героите на Шипка — Султан Абдул Хамид

## Награды
- орден «За храбрость» I степени
- орден «Народная свобода 1941-1944» II степени
- 1953 — Димитровская премия («Под игом»)
- 1955 — приз 16-го Венецианского кинофестиваля («Неспокойный путь»)
- 1959 — Димитровская премия («Тайная вечеря седмаков»)
- 1963 — Заслуженный артист НРБ (посмертно)